# جريدة بنغلادش الرسمية
جريدة بنغلادش الرسمية (بالإنجليزية: The Bangladesh Gazette)‏ هي جريدة رسمية تصدر في بنغلادش. نُشرت في دكا، بنغلادش. أساس هذه الجريدة الرسمية يعود إلى جريدة دكا الرسمية التي نشرت في 15 أغسطس/آب 1947 من قبل حكومة شرق البنغال. جريدة بنغلادش الرسمية أنشأت في 7 ديسمبر/كانون الأول 1973. تحتوي الجريدة على معلومات عن إنتاج الشركات، والتعيينات الحكومية والطقس ومعدلات الولادة، وغير ذلك.